# 11 Batalion Budowy Mostów
11 Samodzielny Batalion Budowy Mostów (11 sbbm) – samodzielny pododdział wojsk drogowych ludowego Wojska Polskiego.
Batalion został sformowany w rejonie Siedlec na podstawie rozkazu Nr 8 Naczelnego Dowództwa Wojska Polskiego z 20 sierpnia 1944 roku, w składzie 2 Armii Wojska Polskiego, według sowieckiego etatu Nr 047/9 (ros. oтдельный мостостроительный батальон) o stanie 451 ludzi. Batalionem dowodził oficer Armii Czerwonej, ppłk Paweł Buszujew. Poczta polowa numer 56726.
Jednostka była przeznaczona do budowy i naprawy mostów w strefie przyfrontowej. W działaniach bojowych pełniła także służbę regulacji ruchu na mostach oraz ochraniała je.
Na początku ofensywy styczniowej 1945 roku baon działał na korzyść radzieckiego 1 Frontu Białoruskiego. Przegrupowany do Warszawy, gdzie zbudował most niskowodny przez Wisłę, a następnie w Puławach, wspólnie z jednostkami ACz, budował most wysokowodny przez Wisłę.

## Organizacja batalionu
Etat 047/12

- Dowództwo i sztab
- 3 kompanie budowy mostów a. 4 plutony budowy mostów
- kompania techniczna a. 3 plutony techniczne i pluton transportowy
- pluton ochrony